# Villa El Abrazo
La villa El Abrazo es un barrio residencial de la comuna de Maipú, en la Región Metropolitana de Santiago. Corresponde a la actual Unidad Vecinal n.º 24, más la porción oriente de la Unidad Vecinal n.º 23, franja que se ha conformado como una zona residencial de reciente data de construcción, apegada al eje de avenida Cuatro Poniente y diferenciada en su paisaje de las parcelas de Santa Ana. Este barrio comprende, por una parte, el antiguo sector conocido genéricamente como El Abrazo y comprende la propia villa El Abrazo y las villas Italia, construida en la década de 1990 El Cantar construido en la década de 1990 y El Labrador construido a fines de la década de 1980. El Abrazo es una villa con establecimientos educacionales tanto municipales como particulares  y cuenta, además, con diversos servicios. desde el año 2000 comenzó la construcción de otras villas hacia 4 poniente sur, y la construcción de colegios como Las Américas, Terraustral y del Real.
El nombre de la villa hace referencia al histórico abrazo entre el los generales José de San Martín y Bernardo O'Higgins tras la victoria en Maipú.

## Expansión
Actualmente este barrio comparte expansión con otros microcondominios abiertos, tales como:

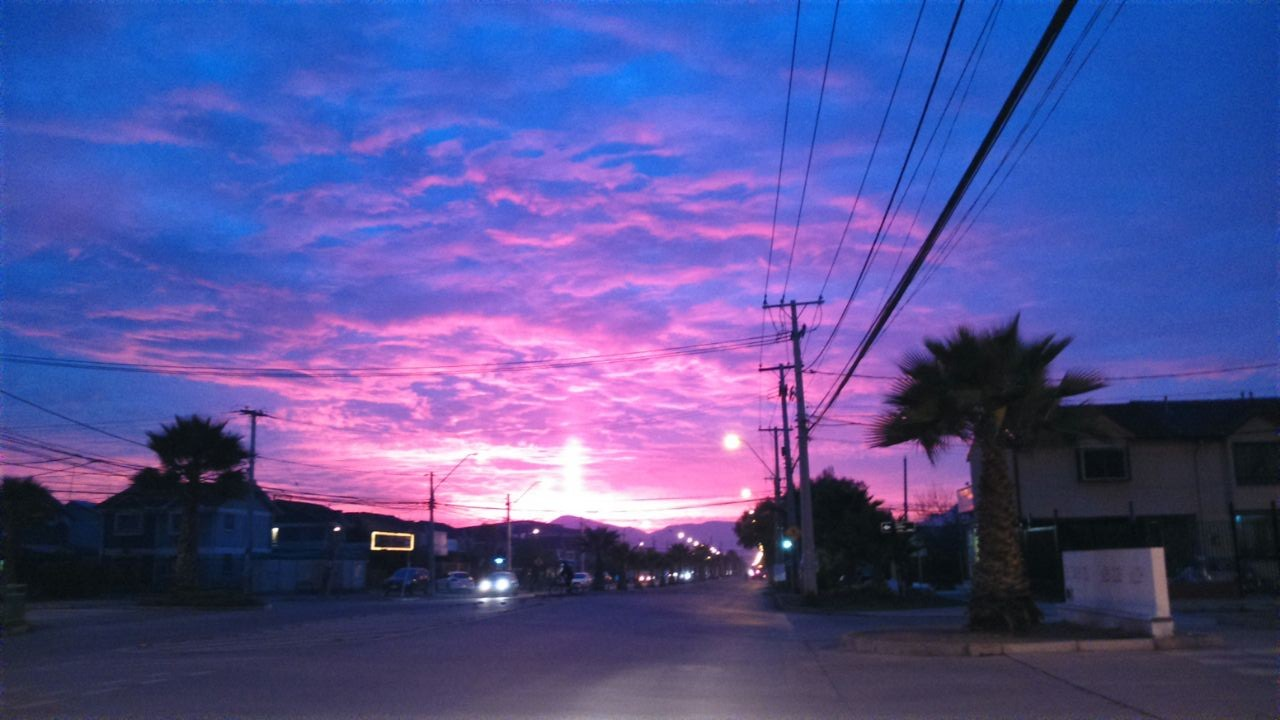
La avenida Cuatro Poniente a la altura de calle Israel.

- Villa Jardín del Sur 1, 2 y 3.

- Barrio Oeste de Maipú.
- Las Casas de Maipú.
- Los Portales de Santa Ana .
- El Cantar.
- Villa San Juan.
- Villa Renacer.
- Las Palmeras de Maipú.
- Portal de El Abrazo.
- Los Llanos de Maipú 1, 2 y 3.

## Educación

#### Educación Básica
- Escuela Las Américas.
- Colegio Del Real.
- Colegio San Marcos Apóstol.

#### Educación Media
- Colegio Terraustral Oeste.

#### Educación Preescolar
- Escuela de lenguaje Mi Mundo en Palabras.
- Escuela de lenguaje Renacer.
- Jardín Infantil Esdras.

## Comercio
- Dos Supermercados Unimarc.
- Supermercado Express de Líder.
- Gasolinera Shell.
- Construmart.
- Farmacia Ahumada.
- Papa Johns Pizza.
- Comida rápida, minimarkets, carnicerías, almacenes, bazares y botillerías.
- Peluquerías.
- Farmacia Almendra.
- Farmacia San Patricio.
- Centro comercial Mid Mall Outlet Maipú.
- Hipermercado Líder
- Farmacia Salcobrand

## Servicios
- Canchas de fútbol.
  - Canchas Asturias.
  - Complejo deportivo Sport Maipú.
  - Canchas CSD Manuel Rodríguez.
  - Multicancha av. El Líbano.
  - Multicancha av. Egipto
- Centros médicos.
  - CESFAM IX de Maipú (Terminado en 2021).
  - CECOSF Futramapu
- Cobertura Red Metropolitana de Movilidad: 
  - I04: a Metro San Alberto Hurtado.
  - I04c: a Plaza de Maipú.
  - I04e: a Metro Plaza de Maipú.
  - 506v: a Peñalolen.
  - 546e: a Vitacura.
  - 115: a Metro Los Héroes

- Templos de Culto
  - Iglesia Bautista Eben-Ezer
  - Parroquia Nuestra señora de Belén.
  - Iglesia de Jesucristo de los santos de los últimos días.
  - Iglesia Metodista Pentecostal el Abrazo de Maipú.
  - Iglesia Unida Metodista Pentecostal Segunda de Maipú.
  - Comunidad Religiosa Testigos De Jehová
  - Capilla Cristo Redentor

## Seguridad
- Cuerpo de bomberos: 4.ª Compañía «La Vida por el Deber».
- Maipú Seguro. Puesto de Vigilancia, Avenida Cuatro Poniente con C. Israel.

## Transporte
Paradas de Red Metropolitana de Movilidad:
- Av. Cuatro Poniente (El Labrador).
- El Labrador (Cuatro Poniente).
- Líbano (Judeo).
- Judea (esq. Las Dunas).
- Av. Cuatro Poniente (Constantinopla).
- Av. Cuatro Poniente (El Líbano).
- Av. cuatro poniente (Marco Antonio).
- Arabia (La Mezquita).
- Av. Cuatro Poniente.
- Egipto (Nuvia).

## Áreas verdes
- Parque Esdras (Av. Esdras).
- Parque Los Océanos (Los Océanos).
- Plaza Egipto (Camino Melipilla).
- Plaza Amenofis (Cuatro Poniente).
- Plaza Neptuno (Abisinia).
- Plaza Colegio Las Américas (Marco Antonio-Caronte).
- Parque Conchalí (Egipto).
- Parque El Líbano (El Líbano).
- Parque Quilín (Quilín).
- Parque Bagdad Poniente (Bagdad Poniente).
- Parque San Juan (Judea).
- Plaza Abadías (Ángel Fantuzzi - Abadías)

- Datos: Q5801289